# ۵۵۷ (قمری)
۵۵۷ (قمری)، پانصد و پنجاه و هفتمین سال در گاهشماری هجری قمری است. اول محرم این سال برابر با بیست و هشتم دسامبر سال ۱۱۶۱ میلادی است.